# Phyllonorycter phyllocytisi
Phyllonorycter phyllocytisi là một loài bướm đêm thuộc họ Gracillariidae. Nó được tìm thấy ở Pháp, Tây Ban Nha và Ý.
Ấu trùng ăn Cytisus sessilifolius. Chúng ăn lá nơi chúng làm tổ. They create a lower surface, brownish, tentiform mine that first causes the leaf to fold lengthwise, but trong end contracts the leaf to a shapeless knot. Pupation takes place withtrong mine.